# 喬氏高身麗魚
喬氏高身麗魚，為輻鰭魚綱鱸形目隆頭魚亞目慈鯛科的其中一種，分布於非洲馬拉威湖流域，棲息深度18-150公尺，體長可達15.5公分，棲息在中底層水域，生活習性不明。